# Гант (Јужна Каролина)
Гант (енгл. Gantt) насељено је место без административног статуса у америчкој савезној држави Јужна Каролина.

## Демографија
По попису из 2010. године број становника је 14.229, што је 267 (1,9%) становника више него 2000. године.
| Група             | 2000.         | 2010.         |
| Белци             | 4.564 (32,7%) | 3.756 (26,4%) |
| Афроамериканци    | 8.810 (63,1%) | 8.418 (59,2%) |
| Азијати           | 47 (0,3%)     | 36 (0,3%)     |
| Хиспаноамериканци | 419 (3,0%)    | 1.877 (13,2%) |
| Укупно            | 13.962        | 14.229        |